# Giải bóng đá vô địch quốc gia Palau 2008
Giải bóng đá vô địch quốc gia Palau 2008 hay Palau Soccer League 2008 là mùa giải thứ năm của giải đấu bóng đá ở Palau. Kramers FC giành chức vô địch đầu tiên.